# The Woman in Me (album)
The Woman in Me è il secondo album della cantante country Shania Twain, pubblicato nel 1995.
Il disco è stato certificato 12 volte disco di platino ed ha vinto il Grammy Award come "miglior album country del 1996". Ad oggi, Shania Twain resta l'unica artista non statunitense ad essersi aggiudicata tale premio.

## I singoli

Shania Twain nel video di "Whose Bed Have Your Boots Been Under?"

"Whose Bed Have Your Boots Been Under?", una canzone country che parla di una donna che rinfaccia al suo uomo le frequenti scappatelle di lui, fu pubblicata come primo singolo dall'album. In origine Shania Twain voleva che il primo singolo fosse "Any Man of Mine", una movimentata canzone country, e a quanto pare fu lungimirante: mentre "Whose Bed Have Your Boots Been Under?" riscosse un certo interesse nella scena country, guadagnandosi anche un disco d'oro in America, fu proprio "Any Man of Mine" a diventare il primo singolo della Twain ad arrivare in vetta alla classifica dei brani country negli Stati Uniti e a entrare nella top 40 della classifica americana. La ballata romantica che dà il nome al disco, "The Woman in Me (Needs the Man in You)", fu una hit minore, accompagnata da un video girato in Egitto.
"God Bless the Child", una preghiera cantata a cappella che la Twain era solita recitare dopo la morte dei suoi genitori, fu rivista da Shania Twain e Mutt Lange in chiave rispettivamente country (con l'accompagnamento di un banjo) e pop-rock (con una leggera base elettronica). Shania Twain e Lange co-scrissero delle nuove strofe che parlano delle vite turbolente della società moderna. Ad accompagnare la voce di Shania i cantanti del coro della Fisk University e un altro coro locale.
Di altre due canzoni, "(If You're Not in It for Love) I'm Outta Here!", che la Twain definisce "un ammonimento per tutti gli artisti del rimorchio, sostenuta da un beat rock pulsante e accompagnata da una slide guitar sinuosa" e "You Win My Love", una canzone scritta da Lange contenente metafore sul mondo dei motori, sono presenti una versione più country e una più pop-rock. Se nell'album sono presenti le versioni country, sui dischi singoli furono pubblicate anche le versioni più pop con il titolo "Mutt Lange Mix". "I'm Outta Here!" e "You Win My Love" furono delle hit numero 1 nelle classifiche country, e "I'm Outta Here!" fu il primo singolo della Twain a scalare la classifica in Australia.
Un buon successo sulla scena country riscontrò "No One Needs to Know", colonna sonora del film "Twister", e in misura minore "Home Ain't Where His Heart Is (Anymore)".

## Tracce
1. Home Ain't Where His Heart Is (Anymore) – 4:12
2. Any Man of Mine – 4:07
3. Whose Bed Have Your Boots Been Under? – 4:25
4. (If You're Not in It for Love) I'm Outta Here! – 4:30
5. The Woman in Me (Needs the Man in You) – 4:50
6. Is There Life After Love? – 4:39
7. If It Don't Take Two – 3:40
8. You Win My Love – 4:26
9. Raining on Our Love – 4:38
10. Leaving Is the Only Way Out – 4:07
11. No One Needs to Know – 3:04
12. God Bless the Child – 1:30

## Classifiche

### Classifiche internazionali
| Classifica                               | Posizione massima |
| ---------------------------------------- | ----------------- |
| Australia                                | 17                |
| Canada                                   | 6                 |
| Canada Country                           | 1                 |
| Paesi Bassi                              | 46                |
| Germania                                 | 72                |
| Irlanda                                  | 60                |
| Nuova Zelanda                            | 38                |
| Norvegia                                 | 5                 |
| Regno Unito                              | 7                 |
| Stati Uniti                              | 5                 |
| Stati Uniti Billboard Top Country Albums | 1                 |

### Classifiche decennali
| Classifica (1990–1999) | Posizione |
| ---------------------- | --------- |
| Stati Uniti            | 38        |